# Joseph Höffner
Joseph Höffner (Horhausen, 24 dicembre 1906 – Colonia, 16 ottobre 1987) è stato un cardinale e arcivescovo cattolico tedesco.

## Biografia
Nacque a Horhausen il 24 dicembre 1906.
Frequentò il seminario di Friburgo in Brisgovia e la Pontificia Università Gregoriana. La sua formazione fu molto ricca e variegata: Höffner fu ordinato sacerdote nel 1932 avendo conseguito tre anni prima il dottorato in filosofia. Nel 1934 proseguì gli studi e conseguì un primo dottorato in teologia a Roma, seguito quattro anni dopo da un altro dottorato, sempre in teologia, a Friburgo in Brisgovia. Nel 1939 si laureò in economia e l'anno seguente conseguì il dottorato in scienze politiche.
Dal 1934 al 1945 svolse mansioni pastorali a Treviri; in seguito, per sei anni insegnò presso il locale seminario. Nel 1951 Höffner divenne professore all'Università di Münster. Fu inoltre fondatore e professore all'Istituto di Scienze Sociali cristiane a Monaco dal 1951 al 1961, nonché consigliere di tre ministri della Repubblica Federale Tedesca.
Fu nominato vescovo di Münster il 9 luglio 1962, ricevendo la consacrazione episcopale il 14 settembre successivo dal vescovo Matthias Wehr, co-consacranti i vescovi Heinrich Baaken e Heinrich Tenhumberg. Prese parte al Concilio Vaticano II dal 1962 al 1965.
Fu nominato arcivescovo coadiutore di Colonia il 6 gennaio 1969, succedendo all'arcivescovo cardinale Josef Frings il 24 febbraio dello stesso anno.
Papa Paolo VI lo elevò al rango di cardinale nel concistoro del 28 aprile 1969. Ricoprì la carica di presidente della Conferenza Episcopale tedesca dal 1976 al 1987. Prese parte al conclave dell'agosto 1978 e al successivo conclave dell'ottobre dello stesso anno.
Si dimise dall'arcidiocesi di Colonia il 14 settembre 1987, dopo diciassette anni di episcopato.
Morì il 16 ottobre 1987 all'età di 80 anni, e fu sepolto nella Cattedrale di Colonia. Esperto di dottrina sociale della Chiesa, gli fu conferito postumo nel 2003 il premio di "Giusto tra le Nazioni" dallo Stato di Israele per il suo operato di soccorso agli ebrei in Germania durante la Seconda Guerra Mondiale. In occasione del centesimo anniversario della nascita, nel 2006 la Posta tedesca emise un francobollo in suo onore.

## Genealogia episcopale e successione apostolica
La genealogia episcopale è:
- Cardinale Scipione Rebiba
- Cardinale Giulio Antonio Santori
- Cardinale Girolamo Bernerio, O.P.
- Arcivescovo Galeazzo Sanvitale
- Cardinale Ludovico Ludovisi
- Cardinale Luigi Caetani
- Cardinale Ulderico Carpegna
- Cardinale Paluzzo Paluzzi Altieri degli Albertoni
- Papa Benedetto XIII
- Papa Benedetto XIV
- Papa Clemente XIII
- Cardinale Marcantonio Colonna
- Cardinale Giacinto Sigismondo Gerdil, B.
- Cardinale Giulio Maria della Somaglia
- Cardinale Carlo Odescalchi, S.I.
- Cardinale Costantino Patrizi Naro
- Cardinale Lucido Maria Parocchi
- Papa Pio X
- Cardinale Gaetano De Lai
- Cardinale Raffaele Carlo Rossi, O.C.D.
- Cardinale Amleto Giovanni Cicognani
- Cardinale Aloysius Joseph Muench
- Vescovo Matthias Wehr
- Cardinale Joseph Höffner

La successione apostolica è:
- Arcivescovo Johannes Höhne, M.S.C. (1963)
- Vescovo Federico Kaiser Depel, M.S.C. (1963)
- Vescovo Laurenz Böggering (1967)
- Vescovo Hubert Luthe (1969)
- Vescovo Klaus Dick (1975)
- Vescovo Josef Plöger (1975)
- Vescovo Franz Kamphaus (1982)
- Vescovo Walter Theodor Jansen (1983)
- Vescovo Josef Homeyer (1983)